# Kingskettle
 (mai 2025).
Kingskettle est un village situé dans le Fife, en Écosse. En 2020 la population de Kingskettle est estimée à 1 020 habitants.